# Kecamatan Pulaulaut Barat
Kecamatan Pulaulaut Barat är ett distrikt i Indonesien.   Det ligger i provinsen Kalimantan Selatan, i den centrala delen av landet, 1 100 km öster om huvudstaden Jakarta. Kecamatan Pulaulaut Barat ligger på ön Pulau Laut.